# Тюбингенская школа
Тюбингенская школа (нем. Tübinger Schule) — евангелическая (лютеранская) школа экзегетики, существовавшая в рамках Тюбингенской семинарии. Основана Ф. Х. Бауром. Эта школа впервые попыталась применить исторический подход к изучению Библии. Находилась под влиянием диалектической философии Гегеля, через призму которой Новый Завет представлялся противоборством «павлинизма» и «петринизма» (то есть противоборством идей апостола Павла и апостола Петра). Бауром впервые была высказана идея, что Новый Завет был составлен во II веке, а его самыми ранними книгами были Послания Павла и Апокалипсис. Радикальным представителем Тюбингенской школы был Давид Штраус, а популяризатором его идей во Франции — Эрнест Ренан. Пережившая расцвет в 1840-е годы Тюбингенская школа к 1860-м годам пришла в упадок.
Иногда выделяют более раннюю Старотюбингенскую школу XVIII века, основанную Шторром и проникнутую духом умеренного рационализма.